# Sophira borneensis
Sophira borneensis es una especie de insecto del género Sophira de la familia Tephritidae del orden Diptera.

## Historia
Erich Martin Hering la describió científicamente por primera vez en el año 1952.